# Триттшу, Стив
Стивен (Стив) Триттшу (англ. Stephen "Steve" Trittschuh; род. 24 апреля 1965, Гранит-Сити, Иллинойс) — американский футболист, защитник, выступавший на профессиональном уровне в MISL I, APSL и MLS. Сыграл 38 матчей за сборную США, в том числе одну игру на чемпионате мира 1990 года.

## Карьера игрока

### Молодёжная карьера
Триттшу родился в Гранит-Сити, штат Иллинойс. Он играл в команде средней школы Севера Гранит-Сити, «Стилерс», под руководством бывшего тренера сборной США Боба Кехоэ. Ещё на молодёжном этапе он был удостоен наград уровня штата. Окончив школу, он был вербован несколькими университетами и выбрал Университет Южного Иллинойса в Эдуардсвилле, где продолжил совершенствоваться в плане футбола. Он играл в течение четырёх лет за «Эдвардсвилл Кугарс», забив 12 голов и отдав 11 передач. В 1986 году он был включён в символическую команду «Всеамериканский спортсмен». В 2011 году он был включён в Спортивный зал славы.

### Клубная карьера
В 1987 году «Сент-Луис Стимерс» взяли Триттшу во втором туре драфта MISL I. Он сыграл один сезон с «пароходами», а затем в апреле 1987 года получил статус свободного агента, когда «пароходы» прекратили своё существование.
Летом того же года он сыграл за сборную США, которая готовилась к летним Олимпийским играм 1988 года. В октябре 1988 года Федерация футбола США огласила окончательный список игроков на турнир. Триттшу был в числе двадцати игроков, заявленных на Олимпиаду.
С весны 1988 года до весны следующего года Триттшу играл за любительский «Буш Сениорс» из Сент-Луиса, чтобы больше сосредоточиться на играх за национальную сборную.
4 мая 1989 года он перешёл на правах аренды в «Тампа-Бэй Раудис» из Американской футбольной лиги. Он продолжил играть за «Раудис», когда команда перешла во вновь образованную американскую профессиональную футбольную лигу.
В 1990 году карьера Триттшу приняла неожиданный оборот. Триттшу сыграл один матч за сборную Соединённых Штатов на чемпионате мира в 1990 году, его команда проиграла со счётом 5:1 Чехословакии. В то время как сборная была раскритикована, Триттшу привлёк внимание помощника тренера Чехословакии, главного тренера чешского гранда «Спарты» из Праги. «Спарта» предложила Триттшу контракт, который он успешно подписал. Во времена распада СССР и блока его восточных союзников, в том числе перехода от социализма к демократии в Чехословакии, состоялся ряд потрясений, которые также затронули профессиональный футбол региона. В результате восточные команды искали таланты, чтобы заменить игроков, которые уезжали играть в Западную Европу. Хотя Триттшу сыграл только один сезон за пражскую «Спарту», он помог им выиграть чемпионат. Он также стал первым футболистом США, сыгравшим в еврокубках (осенью 1990 года против московского «Спартака»).
В конце сезона 1990/91 он вернулся в «Раудис», где играл в течение следующих двух сезонов.
Осенью 1992 года Триттшу подписал контракт с голландским клубом «Дордрехт». Как он вспоминает, у него была конкуренция с двумя финскими игроками за место в составе, и он её выиграл. Он стал постоянным игроком основы, но к концу сезона клуб остался без денег и Триттшу перестал получать зарплату, поэтому он вернулся в США.
Весной 1993 года он вернулся в «Тампа-Бэй Раудис».
6 апреля 1994 года он перешёл в «Форт-Лодердейл Страйкерс» из Американской профессиональной футбольной лиги.
30 ноября 1994 года он подписал контракт с «Сент-Луис Амбуш» из Национальной Профессиональной футбольной лиги (NPSL). В том же году он выиграл ещё один чемпионат, когда «Амбуш» стал чемпионом NPSL.
В 1995 году он перешёл в «Монреаль Импакт» из APSL. В 1995 году была образована новая американская футбольная лига, MLS, Триттшу предложили вступить в лигу. Он согласился, но должен был выкупить последний год своего контракта с «Импакт» за $ 10000. Когда он покидал «Импакт», он был одним из лучших игроков APSL.
В ноябре 1995 года он присоединился к «Тампа-Бэй Террор» из NPSL.
В 1996 году Триттшу присоединился к «Колорадо Рэпидз». В 1997 году команда вышла в Кубок MLS, где проиграла со счётом 2:1 «Ди Си Юнайтед». У него были три насыщенных сезона с «Рэпидз», где он играл на позиции чистильщика. В начале сезона 1999 года тренер «Рэпидз», Гленн Мьерник начал ставить на позицию чистильщика Марсело Бальбоа. В результате первые 8 игр сезона 1999 года Триттшу провёл на скамейке запасных.
14 июня 1999 года «Рэпидз» продал Триттшу «Тампа-Бэй Мьютини» в обмен на игрока атаки Гильермо Джара. Триттшу сыграл 64 матча за «Мьютини».
В 2001 году он ушёл из спорта и был принят на работу «Колорадо Рэпидз» на должность помощника тренера, он занимал пост в течение четырёх лет и тренировал резервную команду, с которой в 2006 году выиграл MLS резервистов.
По состоянию на 2013 год он является техническим директором молодёжной команды из Денвера, «Колорадо Сторм».

### Национальная сборная
Триттшу провёл долгую и успешную карьеру в национальной сборной. В 1987 году он был вызван в сборную США. Он дебютировал за национальную сборную в матче против Египта на Кубке президента 1987. Он также играл за сборную на Панамериканских играх 1987.
В 1988 году он был членом сборной США, которая играла на Олимпиаде в Сеуле. Как упоминалось ранее, он был членом сборной США на чемпионате мира 1990 года и провёл на поле все 90 минут в первом матче против Чехословакии. Он был также был членом сборной, которая выиграла Золотой кубок КОНКАКАФ 1991. В 1995 году он сыграл свой последний матч за национальную сборную против Саудовской Аравии.

## Тренерская карьера
В 1989 году Триттшу работал помощником тренера футбольной команды Университета Южного Иллинойса в Эдвардсвилле. В 2001 году он стал помощником главного тренера «Колорадо Рэпидз». В 2015 году он был назначен тренером клуба «Колорадо-Спрингс Суитчбакс» из USL Pro в преддверии их дебютного сезона. В январе 2020 года стал главным тренером «Сент-Луиса».